# Teodor Vaso
Teodor Vaso (ur. 15 września 1941) – albański piłkarz, w latach 1967–1971 reprezentant Albanii.